# Форесте (Фрозиноне)
Форесте је насеље у Италији у округу Фрозиноне, региону Лацио.
Према процени из 2011. у насељу је живело 201 становника. Насеље се налази на надморској висини од 311 м.